# Phrynobatrachus minutus
Phrynobatrachus minutus es una especie  de anfibios de la familia Ranidae.

## Distribución geográfica
Se encuentra en Etiopía, Kenia, Tanzania y Uganda.  

## Estado de conservación
Se encuentra amenazada de extinción por la pérdida de su hábitat natural.